# سرویا د تر
سرویا د تر (به اسپانیایی: Cerviá de Ter) یک منطقهٔ مسکونی در اسپانیا است که در ژیرونس واقع شده‌است. سرویا د تر ۹٫۹ کیلومتر مربع مساحت دارد.